# Maria Lykke Jensen
Maria Lykke Jensen (født 26. juni 1990) er en dansk atlet medlem af Ballerup AK.
Maria Lykke Jensen har dyrket atletik siden hun var 10 år, fra hun var 13 i Ballerup AK. Hun deltog i Ungdoms-VM 2007 i Ostrava, hvor resultatet 44,20 ikke var nok til plads i spydkast finalen. Ved de danske mesterskaber 2008 blev det til en andenplads med en dansk juniorrekord i spydkast på 49.09, samme år deltog hun i den Olympiske ungdomslejr i Beijing. Det blev også til DM-guld 2009 og atter sølv 2010.
Maria Lykke Jensen trænes af Michael Bruun Jepsen.

## Internationale ungdomsmesterskaber
- 2007 U20-NM Spydkast 6.plads 43,07
- 2007 Ungdoms-OL Spydkast  Bronze 47,16
- 2007 UVM Spydkast 19.plads 44,20
- 2006 U20-NM Spydkast 6.plads 38,03
- 2005 U20-NM Spydkast 7.plads 33,46

## Danske mesterskaber
- Sølv 2010 Spydkast 46,58
- Guld 2009 Spydkast 48,93
- Sølv 2008 Spydkast 49,09
- Bronze 2007 Længdespring 5,07
- Bronze 2007 Spydkast 42,01

## Personlig rekord
- Spydkast: 49,99 Sarajevo, Bosnien-Hercegovina 21. juni 2009